# Örsjö
Örsjö este o localitate din comuna Nybro, comitatul Kalmar län, provincia Småland, Suedia, cu o suprafață de 0,73 km² și o populație de 369 locuitori (2010).

## Demografie
| \| Evoluția demografică a zonei urbane Örsjö, 1970–2015 \| Evoluția demografică a zonei urbane Örsjö, 1970–2015 \| Evoluția demografică a zonei urbane Örsjö, 1970–2015 \| Evoluția demografică a zonei urbane Örsjö, 1970–2015 \| Evoluția demografică a zonei urbane Örsjö, 1970–2015 \| \| --------------------------------------------------------------------------------------- \| ---------------------------------------------------- \| ---------------------------------------------------- \| ---------------------------------------------------- \| ---------------------------------------------------- \| \| An \| \| \| Locuitori \| \| \| 1970 \| 1970 \| \| 335 \| 335 \| \| 1975 \| 1975 \| \| 395 \| 395 \| \| 1980 \| 1980 \| \| 415 \| 415 \| \| 1990 \| 1990 \| \| 407 \| 407 \| \| 1995 \| 1995 \| \| 405 \| 405 \| \| 2000 \| 2000 \| \| 394 \| 394 \| \| 2005 \| 2005 \| \| 373 \| 373 \| \| 2010 \| 2010 \| \| 369 \| 369 \| \| 2015 \| 2015 \| \| 362 \| 362 \| \| Sursa: SCB - Statistika Centralbyrån, Folkmängden per tätort. Vart femte år 1960 - 2016 \| \| \| \| \| |      |  |           |     |
| Evoluția demografică a zonei urbane Örsjö, 1970–2015 |      |  |           |     |
| An |      |  | Locuitori |     |
| 1970 | 1970 |  | 335       | 335 |
| 1975 | 1975 |  | 395       | 395 |
| 1980 | 1980 |  | 415       | 415 |
| 1990 | 1990 |  | 407       | 407 |
| 1995 | 1995 |  | 405       | 405 |
| 2000 | 2000 |  | 394       | 394 |
| 2005 | 2005 |  | 373       | 373 |
| 2010 | 2010 |  | 369       | 369 |
| 2015 | 2015 |  | 362       | 362 |
| Sursa: SCB - Statistika Centralbyrån, Folkmängden per tätort. Vart femte år 1960 - 2016 |      |  |           |     |